# Globulin miễn dịch VZV
Globulin VZV hay kháng thể VZV (varicella zoster) là một loại thuốc hệ thống miễn dịch được sử dụng chủ yếu cho những bệnh nhân bị ức chế miễn dịch đã hoặc đang tiếp xúc với virus varicella zoster. Nó rút ngắn quá trình bệnh da và có thể bảo vệ chống lại sự phổ biến của nó. Virus Varicella zoster là một loại virus herpes ở người gây ra bệnh thủy đậu, bệnh zona, hội chứng Ramsay Hunt loại II và chứng đau thần kinh hậu quả. Không giống như vắc-xin Zoster cung cấp khả năng miễn dịch lâu dài, việc bảo vệ là thụ động và ngắn hạn; nó có thể cần được đọc mỗi 2-4 tuần khi cần thiết. Thuốc này không được khuyến cáo dùng cho người có thẩm quyền miễn dịch để điều trị bệnh đang hoạt động.
Globulin miễn dịch được điều chế từ huyết tương của các nhà tài trợ khỏe mạnh với hiệu giá cao của kháng thể đối với VZV. Một nghiên cứu đã được công bố trên Tạp chí Bệnh truyền nhiễm cho thấy máu đã lỗi thời từ các ngân hàng máu có thể có nồng độ kháng thể tương đương với nồng độ trong huyết tương của người hiến tặng khi bị nhiễm VZV gần đây dẫn đến tăng globulin miễn dịch zoster.
Một nghiên cứu khác được công bố trên Tạp chí Bệnh truyền nhiễm đã chứng minh rằng globulin miễn dịch varicella zoster (VZIG) có thể được dùng cho trẻ em có hệ thống miễn dịch bị ức chế để bảo vệ chúng khỏi bệnh thủy đậu nặng.
Một nghiên cứu cũng được công bố trên Tạp chí Bệnh truyền nhiễm cho thấy các đối tượng suy giảm miễn dịch tiếp xúc với VZV dẫn đến tăng kháng thể VZV cho thấy tình trạng tái nhiễm trùng cận lâm sàng xảy ra.